# Miguel Ángel García Nieto
Miguel Ángel García Nieto, né le 29 septembre 1958, est un homme politique espagnol membre du Parti populaire (PP).

## Biographie

### Vie privée
Il est veuf et père d'une fille et un fils.

### Activités politiques
Il est maire d'Ávila de 2003 à 2015.
Le 20 novembre 2011, il est élu sénateur suppléant pour Ávila au Sénat. Il entre à la chambre le 20 avril 2015. Il est élu titulaire en 2015 et 2016.